# 演奏者
演奏者（）は、楽器などの演奏を通じて音楽表現を行う者。単に奏者とも。芸術作品である楽曲を創造する作曲者およびそれを享受する聴衆（享受者）に対して、目に見えにくい芸術作品としての楽曲の再生（再生芸術）を行い、作曲者と聴衆の間を媒介する役目を担うのが演奏者である。

## 概要

### 西洋音楽において
音楽の歴史において、作曲者と演奏者と聴衆（享受者）の区別は長い間必ずしも明確ではなかった。これが明確に分離していくのは、19世紀に入ってからである。市民文化の成立に伴って幅広い階層の人々が音楽を楽しむことが出来るようになり、作曲や演奏の技能は持たないものの、音楽の享受を望む聴衆が出現した。これに伴って、多くの人々に楽曲が持つ芸術性を伝えると同時にそれを生み出す演奏技巧を誇示することを専門とする人々も現れ、作曲者と演奏者の分離が図られた。
演奏者は目に見えない楽曲を出来るだけ客観的な図式の形で表現した楽譜を元にしてその作品の持つ芸術性を正当に再現することが求められる。そのためには、楽譜を音として実現する技能（楽器を扱う能力に留まらず、表現の統制能力や音楽性も必要とされる）とその作品の精神性・芸術性を理解して表現する能力が求められる。ただし、作曲者による創作の追体験が不可能である以上、演奏者自身が楽譜から作曲者の意図を読み解く必要性があり、それによって複数の作品に対する「解釈」が生み出される可能性が存在するし、演奏家自身が持つ個性によって実際に演奏される楽曲に微妙な変化が加えられる場合もある。
楽器の即興演奏が一般的でモーツァルトやベートーヴェンに代表されるように作曲者が演奏を兼ねることが珍しくなかった18世紀までと違い、19世紀になると演奏を専門とするものが現れ、中期から後にかけては先人の曲を優れた演奏技巧で再現する「大演奏家」が出現するようになった。ピアノにおけるフランツ・リスト（彼は作曲者としても名声があるが）はその代表的な人物であった。だが、演奏技術への過度の評価は、19世紀の末になると大演奏家による主観的な解釈による楽曲自体の改変すら許容されるようになった。20世紀に入るとこうした演奏者の振舞いに対する批判から、即物主義の客観的演奏様式が生み出されるようになり、作品への忠実さが重んじられるようになる。今日において作品に対して忠実的かつ客観的な演奏態度が主流派となる一方で、前衛音楽の世界では作曲者が演奏者による自由な演奏態度を許容して作品に新たな芸術的可能性を付与させようとする動きが見られ、更に録音技術の発達によって演奏会に直接赴かなくても、場合によっては聴衆の誕生前に死去して直接聴くことが不可能となった演奏家の演奏を間接的な手段で聴くことが可能となるなど、演奏を巡る多様化が進んでいる。